# Danzig III: How the Gods Kill
Albums de Danzig
Danzig II: Lucifuge
(1990) Thrall - Demonsweatlive (Live - Ep)
(1993)
Singles
1. Dirty Black Summer
Sortie : 1992
2. How the Gods Kill
Sortie : octobre 1992 (promo)

Danzig III: How the Gods Kill est le troisième album studio du groupe de heavy metal américain Danzig. Il est sorti en juillet 1992 sur le label du producteur américain Rick Rubin, American Recordings (ex - Def American Recordings) et a été produit par Rick Rubin et Glenn Danzig.

## Historique
Cet album fut enregistré entre novembre 1991 et avril 1992 dans les studios The Record Plant de Los Angeles et Sunset Sound Recorders à Hollywood en Californie.
Il se classa à la 24e place Billboard 200 aux États-Unis. En Europe, il se classa dans les charts des pays de langue germanique, Allemagne (#20), Autriche (# 39) et Suisse (#29).
La pochette de l'album est un dessin réalisé en 1976 par l'artiste suisse H.R. Giger, intitulé Meister und Margeritha.

## Liste des titres
- Tous les titres sont composés par Glenn Danzig.

1. Godless - 6:52
2. Anything - 4:51
3. Bodies - 4:27
4. How the Gods Kill - 5:54
5. Dirty Black Summer - 5:11
6. Left Hand Black - 4:34
7. Heart of the Devil - 4:32
8. Sistinas - 4:26
9. Do You Wear the Mark - 4:50
10. When the Dying Calls - 3:33

## Musiciens
- Glenn Danzig : chant, claviers.
- Eerie Von : basse.
- John Christ : guitares.
- Chuck Biscuits : batterie, percussions.

## Charts
| Pays       | Durée du classement | Meilleur classement |
| ---------- | ------------------- | ------------------- |
| Allemagne  | 15 semaines         | 20e                 |
| Autriche   | 1 semaines          | 39e                 |
| Canada     | 7 semaines          | e                   |
| États-Unis | 7 semaines          | 24e                 |
| Suisse     | 4 semaines          | 29e                 |